# 609 v.Chr.

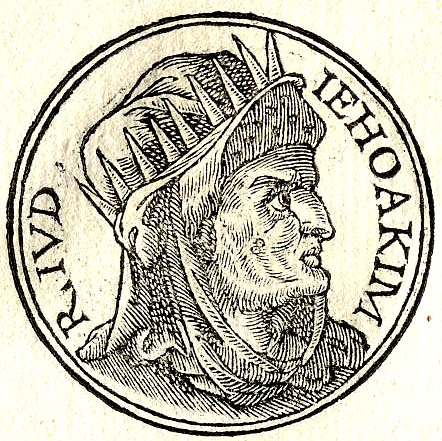
Koning Jojakim (r. 609 - 598 v.Chr.)

Het jaar 609 v.Chr. is een jaartal volgens de christelijke jaartelling.

## Gebeurtenissen

### Egypte
- Farao Necho II versterkt zijn grip op Kanaän en Syrië.
- Necho II voert het oppergezag over de Levant tot Karkemish, hij steekt de Eufraat over en belegert Harran.

### Kanaän
- Koning Josia van Juda trekt op tegen Necho II en sneuvelt in de slag bij Megiddo.
- Kroonprins Joachaz volgt zijn vader op als koning van Juda, maar wordt na drie maanden afgezet door Necho II.
- Koning Jojakim (r. 609 - 598 v.Chr.) volgt zijn halfbroer Joachaz op en bestijgt de troon van de vazalstaat Juda.

### Babylonië
- Koning Nabopolassar van Babylon verwoest de Assyrische stad Harran.
- Het verlies van Egypte in het jaar 4141 van de Assyrische kalender betekent het einde van het Assyrische Rijk.

## Overleden
- Joachaz, koning van Juda
- Josia, koning van Juda